# Dendroleon koongarrensis
Dendroleon koongarrensis is een insect uit de familie van de mierenleeuwen (Myrmeleontidae), die tot de orde netvleugeligen (Neuroptera) behoort. 
Dendroleon koongarrensis is voor het eerst wetenschappelijk beschreven door New in 1985.